# Svetlana Kuznjecova
Svetlana Aleksandrovna Kuznjecova (na ruskoj ćirilici: Светлана Александровна Кузнецоваⓘ, Sankt Peterburg, 27. lipnja 1985.) ruska je tenisačica. Ima četiri Grand Slam titule, po dvije u pojedinačnoj i konkurenciji parova. Prvu je titulu osvojila na US Openu 2004. godine i bila je prva Ruskinja kojoj je to uspjelo, pobjedom nad sunarodnjakinjom Jelenom Dementijevom u finalu, a drugu je osvojila na Roland Garrosu 2009. godine pobijedivši također sunarodnjakinu Dinaru Safinu u finalu. U paru s Alicijom Molik osvojila je Australian Open 2005. godine, a isti je uspjeh ponovila 2012. s Vjerom Zvonarjevom.
Kuznjecova dolazi iz sportske obitelji. Njezin je brat Nikolaj Kuznjecov osvajač srebrne medalje u biciklizmu na OI 1996. Njezin otac Aleksandar Kuznjecov biciklistički je trener koji je trenirao pet olimpijskih i svjetskih prvaka, uključujući i Svetlaninu majku Galinu Carevu, višestruku svjetsku prvakinju i rekorderku. Profesionalnu je karijeru Kuznjecova započela 2000. godine. Svoju prvu titulu u pojedinačnoj konkurenciji proslavila je u svibnju 2002. u Helsinkiju, pobjedom nad Chládkovom.
Najbolji joj je plasman karijere 2. mjesto na WTA listi iz rujna 2007.[nedostaje izvor]

## Karijera

### 2002.
Kuznjecova je osvojila svoju prvu WTA titulu pobjedom na Nordea Nordic Light Openu u Helsinkiju gdje je u finalu bila bolja od Denise Chladkove, a taj je uspjeh ponovila i u Baliju gdje je u finalu svladala nekoć drugu tenisačicu svijeta Conchitu Martinez. Godinu je završila na 43. mjestu WTA liste.

### 2003.
Kuznjecova je odigrala prvo četvrtfinale Grand Slam turnira na Wimbledonu gdje je izgubila od treće nositeljice Justine Henin. Godinu je završila na 36. mjestu.

### 2004.
Kuznjecova se probila u sam vrh svjetskog tenisa osvojivši US Open pobjedom nad sunarodnjakinjom Jelenom Dementjevom. Osim toga osvojila je titule u Eastbourneu (Hantuchová) i Baliju (Weingartner), a igrala je i finala Dubaija (Henin), Dohe (Myskina) i Varšave (Venus Williams). Završila je godinu na 5. mjestu. 

### 2005.
Kuznjecova je u paru s Alicijom Molik došla do titule na Australian Openu, ali je u singlu 
doživjela pad te završila godinu na 18. mjestu.

### 2006.
Kuznjecova je igrala finale Roland Garrosa, a osvojila je naslove u Miamiju, Baliju i Pekingu. 
Godinu je završila na 4. mjestu vrativši se u Top 10.

### 2007.
Kuznjecova je igrala finale US Opena, a od šest finala koje je igrala te godine osvojila je titulu
samo u New Havenu. U rujnu se popela na 2. mjesto WTA liste, njen najbolji rezultat.
S tim je renkingom i završila godinu.

### 2008.
Kuznjecova je igrala pet WTA finala ove godine, ali nije osvojila nijednu titulu te je pala na
8. mjesto WTA liste, a bila je jedina žena u Top 10 koja nije osvojila titulu te godine.

### 2009.
Kuznjecova je osvojila Roland Garros, Stuttgart i Peking čime je napredovala do 3. mjesta.

### 2010., 2011.
U ove je dvije godine Kuznjecova odigrala samo dva finala, osvojivši San Diego 2010., 
i izgubivši u finalu Dubaija 2011. Godinu 2010. je završila na 27. mjestu, a 2011. na
19. mjestu.

### 2012.
Kuznjecova je igrala u osmini finala Roland Garrosa i u trećem kolu Australian Opena, ali je 
nakon poraza u prvom kolu Wimbledona propustila ostatak sezone zbog ozljede. No, osvojila je
Australian Open u parovima s Vjerom Zvonarjevom.

### 2013.
Kuznjecova se vratila na terene nakon dugog izbivanja i stigla do polufinala Moskve te četvrtfinala Sydneyja, Australian Opena, Roland Garrosa i Tokija. Također je igrala u trećem kolu Dohe, Indian Wellsa i Miamija.

### 2014.
Kuznjecova je u Washingtonu osvojila prvi naslov u četiri godine (San Diego 2010.) pobijedivši Japanku Kurumi Naru u finalu. Osim toga, igrala je finale Oeirasa te četvrtfinale Roland Garrosa i Stuttgarta.

## Stil igre
Iz rezultata Kuznjecove vidljivo je da ona podjednako dobro igra na svim podlogama (osvojeni Australian Open, Roland Garros i US Open te tri četvrtfinala Wimbledona). Igru zasniva na servisu i forehandu te istrčavanju poena, pri čemu do izražaja dolazi njezina fizička sprema, po kojoj je u samom vrhu ženskog tenisa, uz Serenu i Venus Williams te Dinaru Safinu.

## Vanjske poveznice
- Službena stranica  Arhivirana inačica izvorne stranice od 30. travnja 2010. (Wayback Machine) (rus.)
- WTA profil  Arhivirana inačica izvorne stranice od 29. siječnja 2010. (Wayback Machine) (engl.)

### Ostali projekti
|  | Zajednički poslužitelj ima još gradiva o temi Svetlana Kuznjecova |